# Gezelschap Tubalkaïn
Het Gezelschap Tubalkaïn, kortweg Tub, was de studievereniging van Metaalkunde/Materiaalkunde aan de TU Delft, en behartigde de belangen van materiaalkundestudenten.

## Symboliek
Het beeldmerk van de vereniging was een uil op een aambeeld. De uil representeerde het wetenschappelijk deel van de opleiding, het aambeeld stond voor de praktische kant.
Het verenigingslied was De Olieman van Louis Davids, waarbij het refrein niet met Tuf, tuf, tuf maar met Tub, Tub, Tub werd afgesloten.

## Geschiedenis

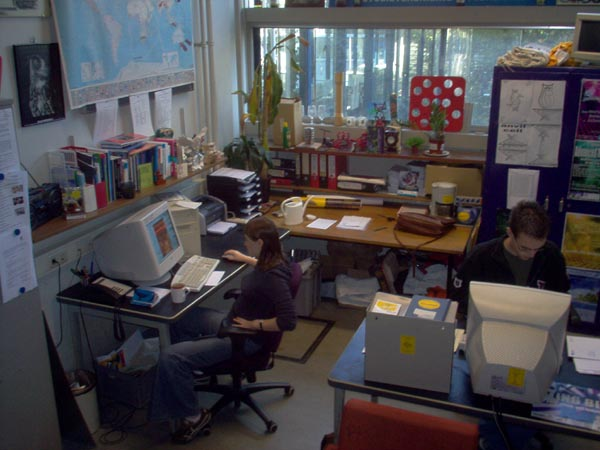
Bestuurskamer 0.33 aan de Rotterdamseweg 137 (anno 2005).

De vereniging werd als metaalkundige studievereniging opgericht op 25 november 1952, nadat de opleiding Metaalkunde was ontstaan uit de opleiding Werktuigbouwkunde. Toen de opleiding in 1983 werd uitgebreid met kennis over andere materialen, werd de vereniging een materiaalkundige studievereniging. Voor de naam die de studievereniging moest krijgen, werd een prijsvraag uitgeschreven. Op 10 januari 1953, tijdens de eerste ALV van de vereniging, kwam Het Gezelschap Tubalkaïn als winnaar uit de bus. De naam is ontleend aan een verhaal uit het Bijbelboek Genesis (4:22), waarin ene Tubal-Kaïn genoemd wordt als de eerste smid, en "een leermeester van allen die werken in koper en ijzer".
Voor het tweede lustrum in 1962 hield de vereniging een fototentoonstelling van metaalstructuren, met inzendingen van bedrijven en laboratoria uit het hele land. De structuren waren allen vervaardigd met de elektronen- en de optische microscoop.
Begin 21ste eeuw werd de vijfjarige ingenieursopleiding tot materiaalkundige opgeheven, en bleef er enkel een masteropleiding over. Door de geringe instroom van masterstudenten slaagde de vereniging er niet meer in om nieuwe bestuursleden te vinden, en werd de vereniging op 25 november 2006 opgeheven. Het eigen vermogen ging over naar de oudledenstichting, die de dag ervoor was opgericht.

## Bekende oud-leden en ereleden

### Oud-leden
- Abdul Qadir Khan, Pakistaans wetenschapper [5]
- Wilma van Wezenbeek, directeur KB[5]

### Ereleden
De vereniging had meerdere ereleden, waaronder:
- Ate Johannes Zuithoff, erelid sinds 1957[1], erevoorzitter sinds 1967[6]
- Arnold Hugo Ingen Housz, president-directeur Hoogovens, erelid sinds 1957[1]
- Frits Philips, erelid sinds 1962[6]